# 斎藤信利
斎藤 信利（さいとう のぶとし）は、戦国時代から江戸時代初期にかけての武将・旗本。越中国城生城（蛇尾城）主。

## 出自
越中斎藤氏は藤原北家利仁流を称す、越中国婦負郡楡原保一帯に勢威を張った国人。
南北朝時代、桃井直常討伐に功があった祖・斎藤左衛門大夫入道常喜が、文和年間に室町幕府初代将軍・足利尊氏より越中国に領地を賜ったことに始まるとされる。同じ越中国の神保氏とは長らく敵対関係にあったが、天文年間に神保長職に攻められ服属した。

## 生涯
天文23年（1554年）、斎藤伯耆守利基の子として誕生。
天正元年（1573年）に父・利基が死去したため跡を継ぐ。当初、越後国の上杉氏に臣従していたが、上杉謙信が急死するやいち早く織田信長に誼を通じた。居城の城生城は飛騨国と越中国を結ぶ交通の要地であり、織田氏から家臣・斎藤利治らの軍勢が送り込まれ越中進出の拠点となった。織田軍は天正6年（1578年）の月岡野の戦いで上杉軍に大勝、信利も手柄をあげ、弟・信吉も今泉城を攻略するなど積極的に貢献した。織田信長は斎藤兄弟のこれらの働きを評価し、朱印状を下した。諱の「信」は信長からの偏諱という。
ところが再び上杉氏に接近し、天正10年（1582年）に本能寺の変が勃発し織田信長が横死すると、斎藤一族は上杉方へ寝返った。上杉景勝と結んで越中一国を支配していた織田重臣・佐々成政に抵抗したが居城を奪われると、義兄である飛騨国の姉小路頼綱を頼り落ち延びた。
その後、頼綱の仲介によるものか佐々成政に仕えて、能登国との国境の要衝である湯山城を守った。成政が没落すると徳川家康に召し出され、下総国や近江国で1500石を給された。
慶長15年（1610年）8月4日、山城国伏見にて死去。享年57。
子孫は江戸幕府旗本として続いた。赤穂事件において、赤穂城引渡目付として遣わされた書院番・斎藤左源太は末裔にあたる。